# ヴィーナス・アンド・マース (アルバム)
『ヴィーナス・アンド・マース』（英語: Venus and Mars）は、1975年に発表されたウイングスのアルバム。：ウイングス名義としては、1971年の『ワイルド・ライフ』以来4年ぶりとなった。

## 解説
ジミー・マカロック（ギター）が加入し、5人体制で制作されたウイングス4枚目のアルバム。レコーディング開始から間もなくジェフ・ブリトン（ドラムス）が脱退し、後任としてジョー・イングリッシュが加入。主にニューオーリンズとロサンゼルスでレコーディングが行われ、ライブを強く意識した構成になっている。ニューオーリンズでのレコーディングは、アラン・トゥーサンが所有するシー・セイント・スタジオで行われ、トゥーサンもレコーディングにゲスト参加した。
「遥か昔のエジプト精神」ではデニー・レインがリード・ヴォーカルを担当。「メディシン・ジャー」は、ジミー・マカロックが以前在籍していたストーン・ザ・クロウズでの同僚だったコリン・アレンと、ウイングスに加入する前に共作した曲で、マカロックがリード・ヴォーカルを担当した。
前作『バンド・オン・ザ・ラン』のヒットの勢いを受け、本作も全英、全米で1位を記録。アメリカでは予約だけで200万枚を超える大ヒットとなった。アメリカではその後、アルバム・チャートのトップ100圏外にランク・ダウンするが、翌年のUSツアーが始まると再び、トップ100圏内にランキングされている。シングル・カットされた「あの娘におせっかい」も全米1位のヒットを記録した。

## 収録曲

### Side 1
1. ヴィーナス・アンド・マース  –  Venus and Mars
2. ロック・ショー  –  Rock Show
3. 歌に愛をこめて  –  Love in Song
4. 幸せのアンサー  –  You Gave Me the Answer
5. 磁石屋とチタン男  –  Magneto and Titanium Man
6. ワインカラーの少女  –  Letting Go

### Side 2
1. ヴィーナス・アンド・マース（リプライズ）  –  Venus and Mars (Reprise)
2. 遥か昔のエジプト精神  –  Spirits of Ancient Egypt
3. メディシン・ジャー  –  Medicine Jar
4. コール・ミー・バック・アゲイン  –  Call Me Back Again
5. あの娘におせっかい  –  Listen to What the Man Said
6. トリート・ハー・ジェントリー〜ロンリー・オールド・ピープル  –  Treat Her Gently/Lonely Old People
7. クロスロードのテーマ  –  Crossroads

### 1993年ポール・マッカートニー・コレクション盤のボーナス・トラック
1. ズー・ギャング  –  Zoo Gang
2. ランチ・ボックス〜オッド・ソックス  –  Lunch Box/Odd Sox
3. マイ・カーニヴァル  –  My Carnival

### 2007年iTunes Store販売版のボーナス・トラック
1. My Carnival (12" Party Mix)

## 演奏者

### ウイングス
- ポール・マッカートニー  –  Lead and Rhythm Guitars, Bass, Piano, Vocals
- リンダ・マッカートニー  –  Piano, Organ, Keyboards, Percussion
- デニー・レイン  –  Rhythm and Lead Guitars, Bass, Keyboards, Vocals
- ジミー・マカロック  –  Lead and Rhythm Guitars, Vocals
- ジョー・イングリッシュ（英語版）  –  Drums, Percussion
- ジェフ・ブリトン（英語版）  –  Drums（「歌に愛をこめて」「ワインカラーの少女」「メディシン・ジャー」）

## ゲスト
- アラン・トゥーサン  –  Piano（「ロック・ショー」）
- トム・スコット  –  Saxophone（あの娘におせっかい」）
- デイヴ・メイソン（英語版）  –  Guitar（「あの娘におせっかい」）
- アフロ  –  Congas（「ロック・ショー」）